# Гладкий Анатолій Михайлович
Анатолій Михайлович Гладкий (рос. Анатолий Михайлович Гладкий; нар. 1930, Дніпропетровськ, Нові Кодаки) — радянський футбольний арбітр, суддя всесоюзної категорії (1967; перший футбольний суддя всесоюзної категорії з Дніпропетровська).
Як головний суддя провів 11 матчів у вищій лізі СРСР (1968—1971), в яких поставив одне пенальті.

## Життєпис
Народився й виріс у місцевості Нові Кайдаки (Нові Кодаки), на вулиці Церковній (згодом Жовтенят). Під час німецько-радянської війни родина виїхала до села Сергіївка (Апостолівський район). Після війни Гладкі повернулися до Дніпропетровська.
З 1947 року працював на заводі ДЗМО (тепер «Дніпротяжмаш») модельному цеху, потім — інструктором фізкультури.
Суддя всесоюзної категорії з 1967-го, того ж року запрошений на роботу в Дніпропетровський обласний спорткомітет.